# Molí dels Frares (Castellfollit de Riubregós)
El Molí dels Frares és un molí del municipi de Castellfollit de Riubregós (Anoia) que forma part de l'Inventari del Patrimoni Arquitectònic de Catalunya.

## Descripció
Només en queda alguna paret en peu i s'hi distingeix el que havia estat la bassa amb el seu cacau. Es troba a frec i a la dreta del riu i sota per la part esquerra de la carretera de Calaf a Torà. En una indeterminada època es reconstruí parcialment el molí, ja que la part baixa de l'enderroc sembla més antiga.